# 11450 Shearer
A 11450 Shearer (ideiglenes jelöléssel 1979 QJ1) a Naprendszer kisbolygóövében található aszteroida. Claes-Ingvar Lagerkvist fedezte fel 1979. augusztus 22-én.